# Jüdische Gemeinde Talheim

Das Talheimer Judenschloss: Der westliche Teil des Oberen Schlosses, der ab 1778 von Juden bewohnt war.

Die Jüdische Gemeinde in Talheim im Landkreis Heilbronn in Baden-Württemberg entstand 1778, nachdem zuvor nur vereinzelt Juden in Talheim gelebt hatten, durch die Aufnahme einiger jüdischer Familien im westlichen Teil des Talheimer Oberschlosses, das dadurch als Judenschloss bekannt wurde. Die Talheimer Juden bildeten ab 1849 eine selbständige Gemeinde, sie hatten eine eigene Synagoge und von 1857 bis zum Ersten Weltkrieg auch ein eigenes Schulhaus. Die Gemeinde wurde im Zuge der Judenverfolgung während der Zeit des Nationalsozialismus ausgelöscht. Die baufällige Synagoge ist 1952 eingestürzt und wurde wenig später abgerissen.

## Geschichte

### Frühe Erwähnung von Juden in Talheim
Juden in Talheim wurden erstmals im späten 15. Jahrhundert erwähnt. Vermutlich waren es Juden, die zuvor aus Heilbronn ausgewiesen worden waren und nun als Schutzjuden des Deutschen Ordens oder des örtlichen Adels in Talheim lebten, da sich 1491 ein Talheimer Jude wegen des Verbleibs seines Heilbronner Besitzes an den Rat der Stadt Heilbronn wandte. Einzelne Juden sind auch in späterer Zeit nachgewiesen, so in den Jahren 1514 und 1525/26. In der Talheimer Dorfordnung von 1599 gibt es ein Verbot, bei Juden etwas zu leihen. Allerdings ist unbekannt, ob damals überhaupt noch Juden in Talheim lebten. In der Zeit nach dem Dreißigjährigen Krieg gab es keine Juden in Talheim. Im frühen 18. Jahrhundert gibt es dann wieder Hinweise auf einzelne Juden in Talheim: 1729 erteilte der Vogt von Flein seinen Untertanen ein Verbot des Viehhandels mit Juden aus Talheim und Sontheim, 1736 hatte Reichsfreiherr von Gemmingen in seinem Teil des Talheimer Schlosses einen Juden aufgenommen.

### Juden im Talheimer „Judenschloss“

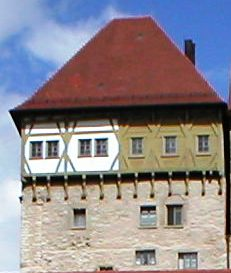
Heutiges Äußeres des Schmidberg’schen Schlosses (Judenschloss)

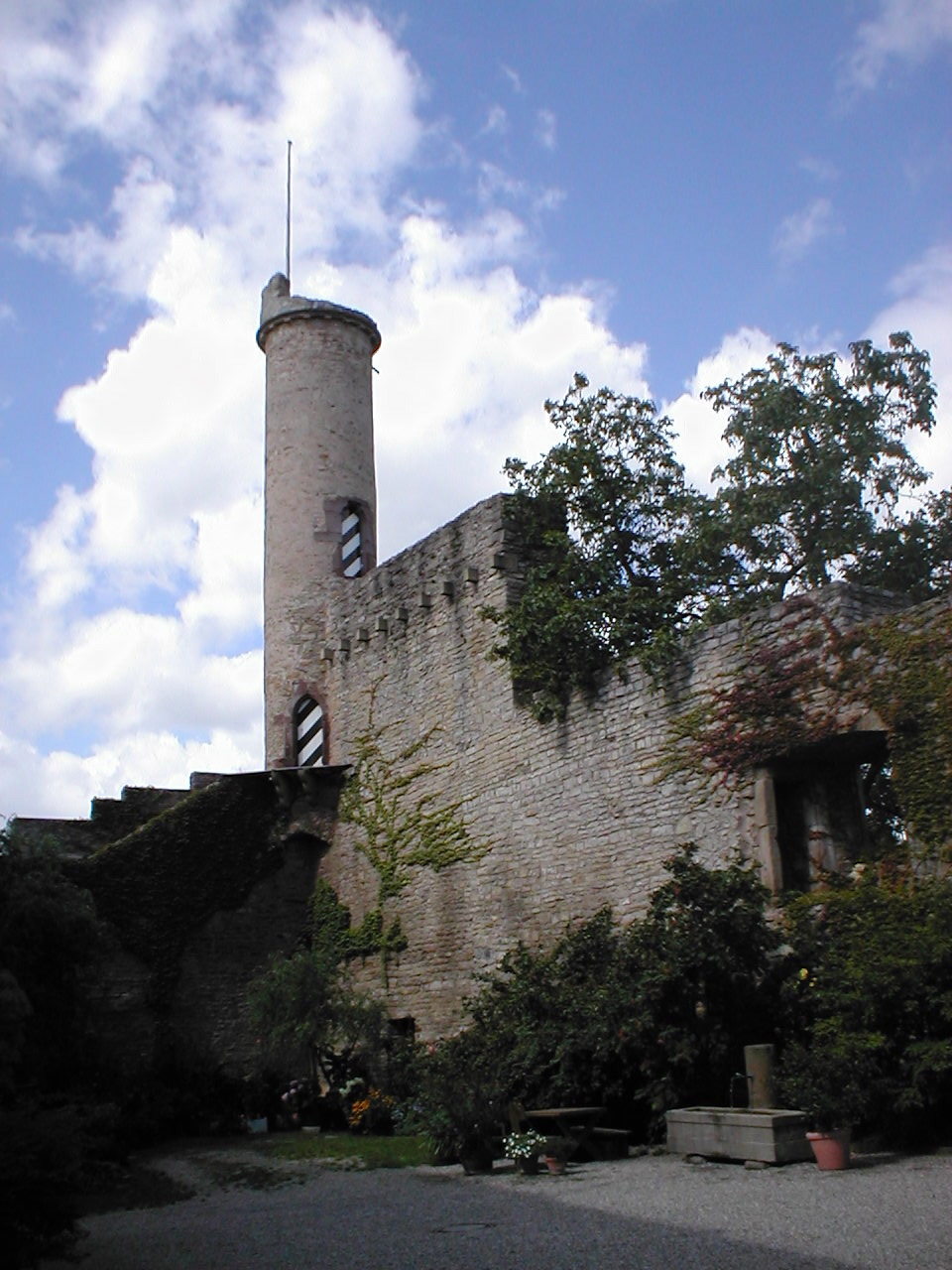
An der Burgmauer stand das Wasch-, Back- und Bethaus, später die Synagoge

Der westliche Teil des Talheimer Oberschlosses war als württembergisches Lehen im Besitz der Familie von Schmidberg gewesen, die 1777 ausstarb und das Schloss in baufälligem Zustand hinterließ. Da es weder gelang, die Schmidbergschen Erben zur Instandsetzung zu verpflichten, noch einen neuen Pächter für das Lehen zu finden, bot der Oberamtmann Volz in Lauffen das Schloss vier jüdischen Familien zur Pacht an, die zuvor in der Burg Horkheim gelebt hatten, wo es mit dem dortigen Schutzherren, Kriegsrat von Buhl, immer wieder zu Streitigkeiten gekommen war. 
Den vier Familien folgten binnen kurzem weitere zwei Familien und zwei Witwen, die künftig im Judenschloss in Talheim wohnten. Die ersten jüdischen Pächter waren die Familien von Manasse Hirsch, Samuel Isaak, Hirsch Manasse, Lazarus Mayer, Max Lazarus und eines Synagogendieners, sowie die Witwen des Nathan und des Süßkind Kahn. Der Umzug der Juden sorgte für weitere Streitigkeiten, da der Horkheimer Schutzherr von Buhl das ihm entgangene Schutzgeld von über 3000 Gulden und weitere Ausgleichszahlungen einforderte. Seine Witwe führte den Streit auch über seinen Tod 1792 hinaus fort; sie forderte noch 1798 insgesamt 2150 Gulden und behauptete, die Juden seien „heimlich aus der Burg entwichen“.
Bei den Talheimer Juden handelte es sich wohl überwiegend um jüngere Familienmitglieder, während die Elterngeneration in Horkheim geblieben war. Die frisch angesiedelte Gemeinde richtete das baufällige Schloss wieder her. Bei der Renovierung erhielt das Dach seine heutige abgewalmte Form einer Pyramide. 1792 gestattete die herzoglich württembergische Regierung den Talheimer Juden, im Hof des Schlosses ein Back- und Waschhaus zu errichten, dessen Oberstock als Betraum vorgesehen war. Am Vorabend der Einweihung des Gebäudes kam es am 3. Januar 1793 zum Affront mit dem Deutschen Orden und den ritterschaftlichen Ganerben, die zwar kein Mitbestimmungsrecht im württembergischen Teil des Schlosses, aber gemeinsamen Besitz am Dorf Talheim hatten und in dem Betraum eine von ihnen nicht genehmigte Synagoge sahen. Der Deutsche Orden ließ Kult- und Einrichtungsgegenstände, darunter verschiedene Vorhänge, Betstühle, Kronleuchter und den Opferstock, beschlagnahmen und untersagte die Benutzung des Raumes. Wegen dieses von den Juden als Landfriedensbruch betrachteten Vorgehens des Deutschen Ordens kam es zu einem zehnjährigen Rechtsstreit zwischen dem Orden, Württemberg und dem Ganerben Christoph von Gemmingen. Das Eingreifen des Deutschen Ordens ist weniger als judenfeindlicher Akt, denn als Machtprobe des Ordens mit Württemberg zu verstehen. Der Ordens-Amtmann gab an, wenn man ihn zuvor gefragt hätte, hätte er auch drei Synagogen erlaubt. Vorerst durfte der Betraum jedoch nicht benutzt werden. Erst 1803 erfolgte die Rückgabe der beschlagnahmten Kultgegenstände, und auch das Abhalten von Gottesdiensten wurde erlaubt. 
Die Zahl der Juden in Talheim betrug um das Jahr 1800 rund 50 Personen. Diese bemühten sich bereits ab 1797 darum, das Schloss erwerben zu können, doch scheiterte dieser Wunsch zunächst noch am geltenden Verbot des Gütererwerbs, das erst 1807 fiel. Seitdem Talheim 1806 ganz an das Königreich Württemberg gekommen war, konnten sich Juden auch außerhalb des Schlosses niederlassen. 1816 erwarb der Jude Aaron Salomon die Hälfte des heutigen Gasthauses Ratskeller beim Rathaus aus ehemals Gemmingenschem Besitz. 1821 erwarb die jüdische Gemeinde schließlich den württembergischen Schlossteil, bestehend aus Schmidbergschem Schlösschen mit Turm (Schneck) und Brunnen, Bet-, Wasch- und Backhaus sowie einem unterhalb stehenden Wohnhaus mit Gärten, für 1910 Gulden. Nach 1822 erwarben Talheimer Juden weitere Häuser und Güter aus bürgerlicher Hand. Auch wenn sich Juden in Talheim damals schon außerhalb der Burg niederließen, wurden sie vor 1828 nicht zur bürgerlichen Gemeinde gezählt, vielmehr hatte der jüdische Gemeindevorsteher eine Stellung ähnlich dem Schultheißen in württembergischen Dorfgemeinden.
Bis zum württembergischen Gesetz in Betreff der öffentlichen Verhältnisse der israelitischen Glaubensgenossen vom 25. April 1828 war Juden in Württemberg die Ausübung von akademischen und handwerklichen Berufen verboten. Nach diesem ersten württembergischen Gleichstellungsgesetz wurde ein Berufsfindungsprogramm aufgelegt, in dessen Folge Talheimer Juden zumeist Handwerksberufe erlernten, die auch Handelsmöglichkeiten eröffneten, wie Metzger und Viehhändler, Schneider und Stoffhändler oder Schuster und Schuhhändler. Weitere Gesetze zur Freizügigkeit und Gewerbefreiheit nach 1850, insbesondere das Gleichstellungsgesetz von 1864, brachten den württembergischen Juden nach und nach die vollen Bürgerrechte, führten jedoch auch zum allmählichen Niedergang der Landgemeinden, da sich Juden wieder in Städten niederlassen konnten, wo es infolge der einsetzenden Industrialisierung vielfältigere Verdienstmöglichkeiten gab.

### Rabbinatszugehörigkeit

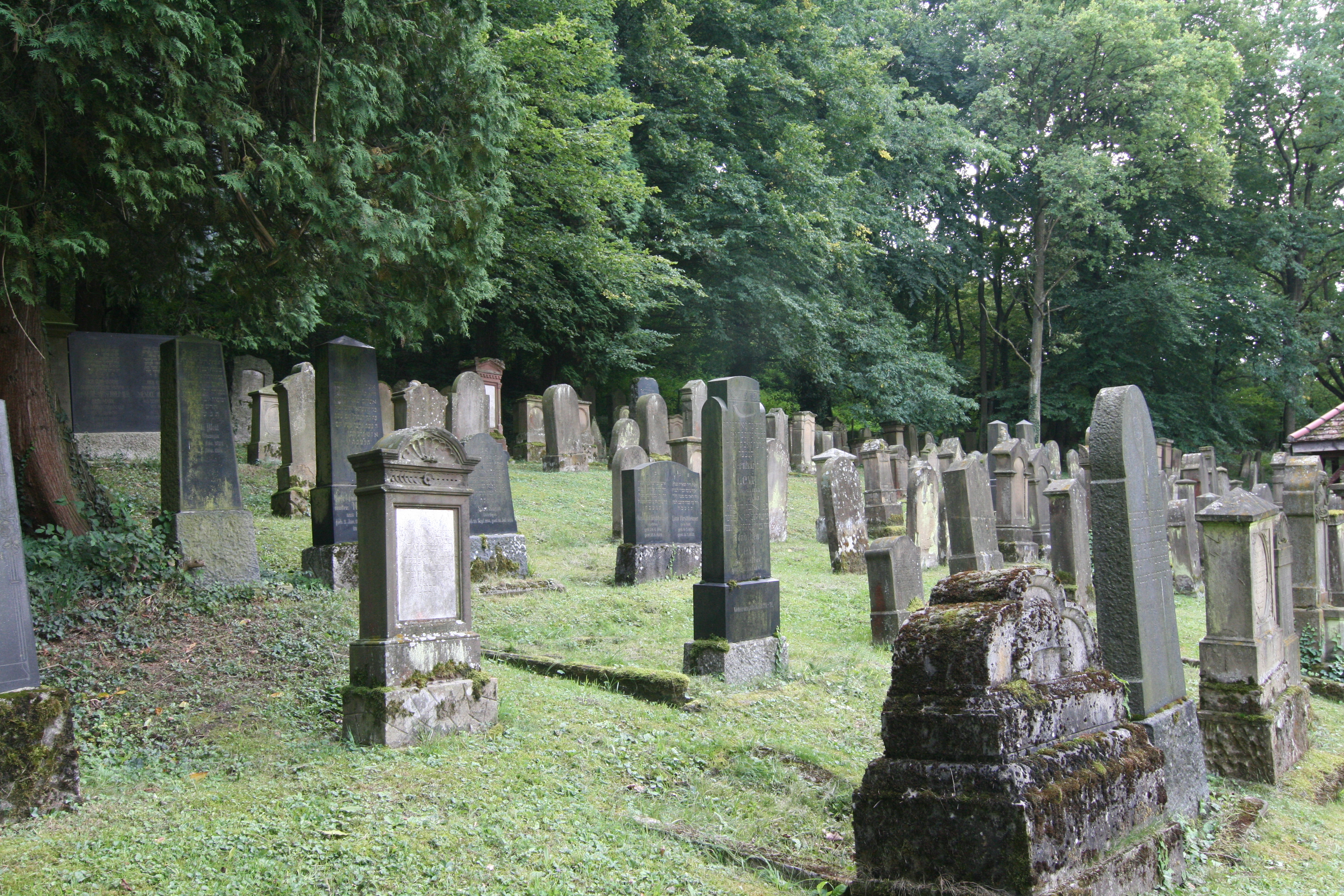
Bis 1843 war der jüdische Friedhof in Affaltrach auch Begräbnisstätte der Talheimer Juden

In den ersten Jahren wurden die Talheimer Juden von einem Rabbiner aus Freudental betreut, eine behelfsmäßige Synagoge war wohl in einem der Wohnräume des Schlossgebäudes eingerichtet. Von 1832 bis 1849 war die israelitische Religionsgemeinschaft Talheim Filiale der israelitischen Religionsgemeinschaft Sontheim und erhielt einen Rabbiner aus dem damaligen Rabbinatssitz Lehrensteinsfeld. In jener Zeit erfolgte 1836 eine bauliche Erweiterung des Bet-, Wasch- und Backhauses, das danach auch förmlich als Synagoge bezeichnet wurde. 1843 wurde bei Sontheim für die Gemeinde Sontheim und ihre Filialen in Talheim und Horkheim der Jüdische Friedhof Sontheim angelegt, zuvor wurden die Toten dieser Gemeinde noch auf dem jüdischen Friedhof Affaltrach beerdigt. Am 23. August 1849 wurde die jüdische Gemeinde in Talheim zur selbstständigen israelitischen Kultusgemeinde erhoben. 1867 erweiterte man die Synagoge nochmals baulich, doch nahm die Gemeindegröße, die 1860 noch 122 Personen (bei einer Gesamteinwohnerzahl Talheims von rund 1400 Personen) betragen hatte, durch die Abwanderung von Juden in die Städte sowie die Auswanderung vornehmlich nach Amerika zu jener Zeit bereits ab.

### Israelitische Volksschule

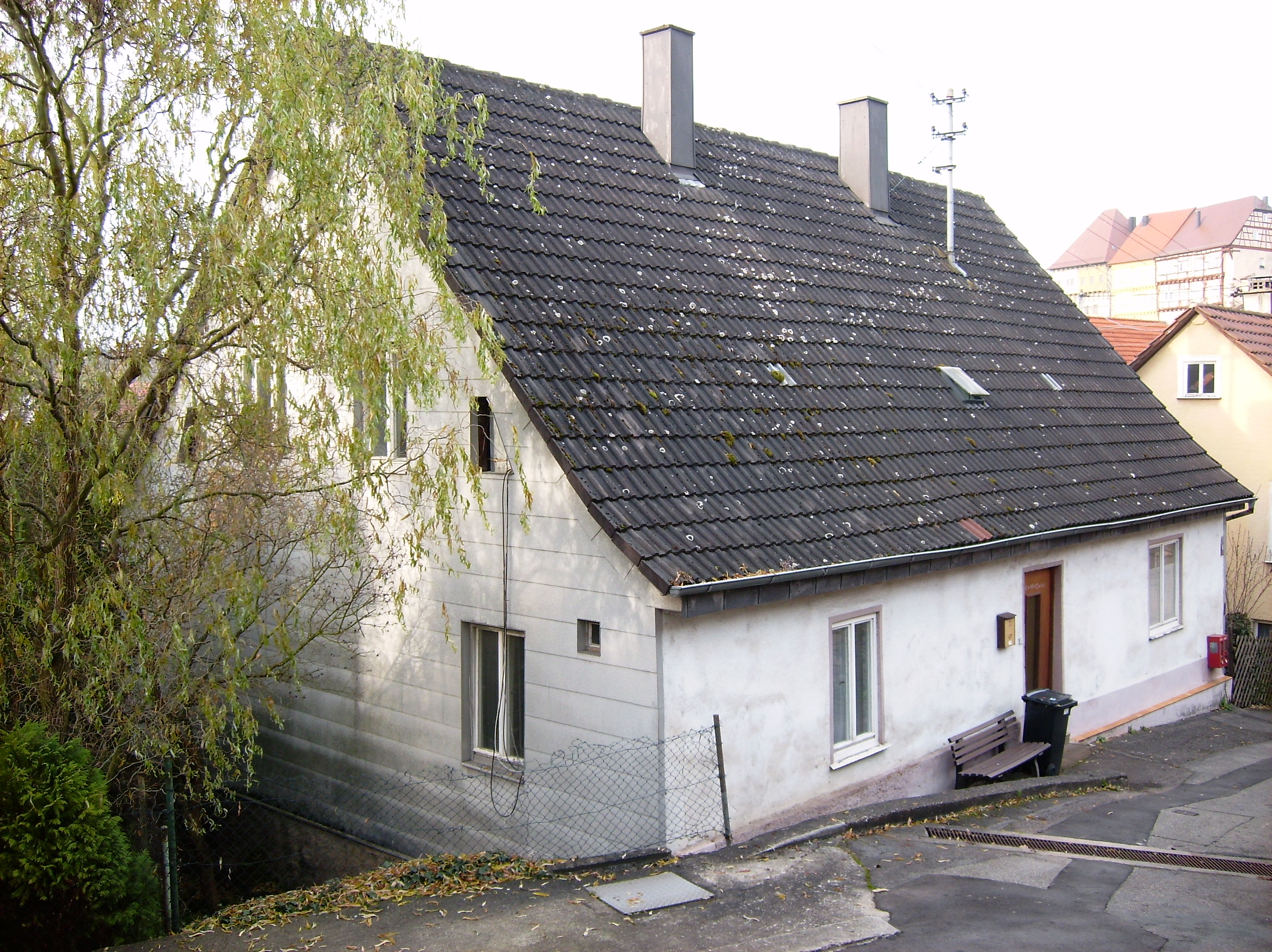
Ehemaliges jüdisches Schulhaus in Talheim

Die jüdischen Kinder besuchten in der frühen Zeit der Gemeinde noch keine Schule. Nach dem Gleichstellungsgesetz von 1828 besuchten 13 jüdische Kinder zeitweilig die evangelische Schule, doch schon 1833 wurden die meisten jüdischen Kinder von einem Privatlehrer unterrichtet. 1836 richtete die Gemeinde schließlich eine israelitische Volksschule mit staatlich geprüftem Lehrer ein. 1857 erwarb die Gemeinde das Haus an der Langen Gasse 5, das als Schulhaus mit Lehrerwohnung genutzt wurde. 1861 hatte die Schule 31 Schüler, doch aufgrund der abnehmenden Gemeindegröße und der häufig wechselnden Lehrer konnte sich keine gute Bildungsarbeit entwickeln. Ein Visitationsbericht vom 23. April 1885 bescheinigt der Schule einen „ganz schlechten Zustand“. Obwohl nachfolgende Lehrer, darunter Theodor Rothschild, wieder mittelmäßige bis gute Beurteilungen erzielten, wurde die Schule während des Ersten Weltkrieges aufgelöst, woraufhin die jüdischen Schüler wieder die evangelische Volksschule besuchten.

### Niedergang der Gemeinde
Zur Ab- und Auswanderung kam in der zweiten Hälfte des 19. Jahrhunderts eine allmähliche Überalterung, Verarmung und Verschuldung der Gemeinde. Von 1854 bis 1900 wanderten insgesamt 50 Talheimer Juden, zumeist Jugendliche und jüngere Familien, nach Amerika aus, während die Älteren zumeist in Talheim blieben. Die Schließung der israelitischen Volksschule im Jahr 1914 hatte auch darin eine Ursache, dass zeitweise nur noch ein Kind pro Jahr eingeschult worden war. 1913 zählte die Gemeinde noch 77 Personen. 
Im Ersten Weltkrieg nahmen Talheimer Juden und Christen gemeinsam an Kämpfen teil. Unter den Gefallenen aus Talheim war mit Moritz Hirschfeld auch ein Jude. Ein anderer Talheimer Jude, Louis Menasse, erhielt verschiedene Kriegsauszeichnungen. Der jüdische Lehrer Straus sprach regelmäßig bei Gefallenengedenkfeiern am Talheimer Kriegerdenkmal.
In der Zeit nach dem Ersten Weltkrieg nahm die Gemeinde wieder einen bescheidenen Aufschwung, wohl auch dadurch, dass sie von dem jüdischen Fabrikanten Siegfried Levi auf Burg Stettenfels finanziell unterstützt wurde, der u. a. die Renovierung der Synagoge um 1930 teilweise finanzierte. Dennoch blieb die Überalterung der Gemeinde bestehen. 1928 wurde das vorerst letzte Kind in der Gemeinde geboren, danach über zehn Jahre keines mehr. 1932 zählte die Gemeinde 87 Personen.
Für die Zeit vor 1933 sind für Talheim keine antisemitischen Vorfälle belegt, vielmehr berichten ortsgeschichtliche Quellen von einem guten Verhältnis zwischen Juden und Christen, das insbesondere durch den gemeinsamen Schulbesuch und die gemeinsam erlittene Notzeit des Ersten Weltkriegs entstanden war. Die Talheimer Juden nahmen am öffentlichen Leben teil und waren auch Mitglieder in örtlichen Vereinen wie dem Schützen- und dem Gesangverein.

### Zeit des Nationalsozialismus
Die nationalsozialistische Hetze ab 1933 zeigte vorerst nicht die beabsichtigte Wirkung auf das Verhalten der Bürger, vielmehr sind Fälle passiven Widerstands von Talheimer Bürgern gegen die Judenverfolgung bekannt. So trieb man weiterhin Geschäfte miteinander und nahm auch wenig Anstoß am ortsbekannten Verhältnis eines evangelischen Lehrers zu einer jüngeren Jüdin, das erst später durch einen Denunzianten einer Dienststelle zugetragen wurde. Judenfeindliche Maßnahmen wurden zumeist von außen angefacht. Nach der Verkündung der Nürnberger Gesetze kam es 1936 zu judenfeindlichen Aktionen von Hitlerjungen aus Lauffen am Neckar. 1937 wurde der so genannte „Judenpranger“ in Talheim eingerichtet. Dabei handelte es sich um eine Anschlagtafel vor dem Ratskeller, auf der mit Juden verkehrende Talheimer denunziert wurden. So sollten Kontakte zwischen Juden und dem Rest der Bevölkerung unterbunden werden. Die Denunziationen trafen selbst örtliche Parteigenossen, die sich bislang wenig judenfeindlich verhalten hatten. Ein Talheimer SA-Mann soll beispielsweise seine Dienststiefel bei einer jüdischen Schuhhändlerin gekauft haben, derselbe Vorwurf wurde Ende 1937 auch gegen den stellvertretenden Bürgermeister erhoben. Im selben Jahr hetzte die Schwäbische Tageszeitung gegen die Talheimer Judengemeinde, von der bis November 1938 bereits 23 Personen überwiegend in die USA auswanderten. Außerdem wurde 1938 die israelitische Gemeinde als Religionsgemeinschaft aufgehoben, sie hatte künftig nur noch den Status eines Vereins.
In der Reichspogromnacht vom 9. auf den 10. November 1938 kam es zunächst zu keinen Ausschreitungen in Talheim, doch wurden am 10. November die meisten männlichen Talheimer Juden von der Gestapo vorübergehend verhaftet, und in der darauffolgenden Nacht vom 10. auf den 11. November 1938 suchten SA-Männer aus Sontheim und Lauffen die Burg mit der Synagoge sowie die Wohnhäuser von Juden im Ort heim, demolierten die Gebäude und misshandelten die Bewohner. Die auswärtigen Schlägertrupps hatten gute Kenntnisse über die persönlichen Verhältnisse der Talheimer Juden; in der Literatur wird die Beteiligung örtlicher Nationalsozialisten an den Ausschreitungen für möglich gehalten. Die geschändete Synagoge entging wohl nur aufgrund des sie umgebenden wertvollen historischen Baubestands des Oberschlosses der Brandstiftung. Türen und Fenster waren zerschlagen und Lichtleitungen aus den Wänden gerissen. Die Inneneinrichtung wurde auf den Kelterplatz geschafft und dort verbrannt. In den Tagen nach dem Pogrom kam es noch vereinzelt zu weiteren Ausschreitungen, insbesondere von Talheimer Jugendlichen. Bis Herbst 1939 wanderten weitere 15 Gemeindemitglieder aus. Wie während der Auswanderung des 19. Jahrhunderts waren die Auswanderer meist junge Leute, während die Alten da blieben. Bereits 1938 gab es in der Gemeinde keine Kinder mehr, da das 1928 geborene Mädchen mit seinen Eltern emigriert war. 1940 wurde nochmals ein Kind geboren.
Durch die Verordnung zur Wiederherstellung des Straßenbildes bei jüdischen Gewerbebetrieben nach der Reichspogromnacht waren die Talheimer Juden gezwungen, die durch die gegen sie gerichteten Ausschreitungen entstandenen Schäden selbst zu bezahlen. Im Januar 1939 wurde die jüdische Gemeinde zum Verkauf der Synagoge, des Schulhauses und eines Baumstücks beim Schloss an die Gemeinde Talheim gedrängt, wofür ihnen 600 RM auf die Forderung von 1000 RM zur Wiederherstellung der beschädigten Gebäude angerechnet wurden. Zur Sicherung der restlichen Forderung wurde außerdem das Bankguthaben der jüdischen Gemeinde eingezogen. Der Kaufvertrag wurde erst 1941 durch einen Landrat genehmigt, doch verlangte dieser eine Nachbesserung des Kaufpreises auf 2500 RM, während er die Aufwendung zur Behebung der Pogromschäden auf 1100 RM bezifferte. Die Vertretung der Juden in Stuttgart klagte daraufhin vergeblich auf Rückerstattung des eingezogenen Bankguthabens nebst Zinsen. Die Reichsvereinigung der Juden in Deutschland, in die die Talheimer Gemeinde seit 27. Mai 1941 eingegliedert war, klagte auf Nachzahlung von 1400 RM aus dem erhöhten Kaufpreis. 1942 erging zwar noch eine Weisung des württembergischen Innenministers Jonathan Schmid zur jährlichen Zahlung von 100 RM durch die Gemeinde Talheim an die Reichsvereinigung, doch kam es wohl auch wegen der inzwischen begonnenen Deportation deutscher Juden zu keinerlei Zahlungen mehr.

### Auslöschung der Gemeinde
Als Betraum fungierte seit der Zerstörung der Synagoge ein Nebenraum im Gasthaus Löwen. Im Mai 1939 begann die Zusammenlegung der verbliebenen Judenfamilien in wenige Wohnungen. In der Synagoge wurden ab 1940 Kriegsgefangene und Fremdarbeiter einquartiert. 1940/41 wurde die jüdische Gemeinde zum Bau der Straße von Flein auf den Haigern zwangsverpflichtet, die im Volksmund Judenstraße genannt wurde. Im Mai 1941 mussten die Talheimer Juden ihren Grundbesitz zwangsweise veräußern, außerdem wurden sie abermals auf weniger Wohnungen konzentriert, wobei auch die Betstube im Löwen geräumt werden musste. Von Dezember 1941 bis Dezember 1942 wurden die letzten in Talheim verbliebenen Juden in drei Deportationstransporten in verschiedene Konzentrationslager verschleppt. Die Deportationen erfolgten per Kleinbahn oder Lastwagen nach Heilbronn, von dort aus mit Güterwagen zum Stuttgarter Hauptbahnhof und weiter mit Fahrzeugen in ein Sammellager auf dem Killesberg, wo Sammeltransporte zu den Vernichtungslagern im Osten zusammengestellt wurden. Der Weg der Opfer der ersten Deportation vom Dezember 1941 führte zumeist ins KZ Jungfernhof bei Riga, die Deportierten des zweiten Transports vom Mai 1942 kamen in die Konzentrationslager Theresienstadt, Izbica und Auschwitz, das Ziel der letzten Deportierten vom Dezember 1942 ist unbekannt. Vor Beginn der Deportationen war bereits eine Person ins KZ Buchenau verschleppt worden und dort zu Tode gekommen, im Zuge der Deportationen wurden mindestens 31 weitere Talheimer Juden ermordet.
Die Immobilien der Deportierten fielen an den Staat, der einige der Gebäude an die Gemeinde Talheim vermietete, einige wenige später auch verkaufte. Den Deportationen folgte jeweils im Abstand von wenigen Tagen im Auftrag des Finanzamtes Heilbronn die Versteigerung des zurückgelassenen beweglichen jüdischen Besitzes. Zumeist kamen Möbel und Hausstand zum Ausruf, aber auch landwirtschaftliche Produktionsmaschinen. Nachdem die Talheimer Bevölkerung den ersten Versteigerungen im Dezember 1941 eher skeptisch gegenüberstand, wurde die Ankündigung zur nächsten Versteigerung im Juni 1942 mit der Anmerkung versehen, „daß diese Gegenstände, die im Eigentum des Reichs sich befinden, unbedenklich von jedem Partei- und Volksgenossen erworben werden können.“

### Nach dem Zweiten Weltkrieg

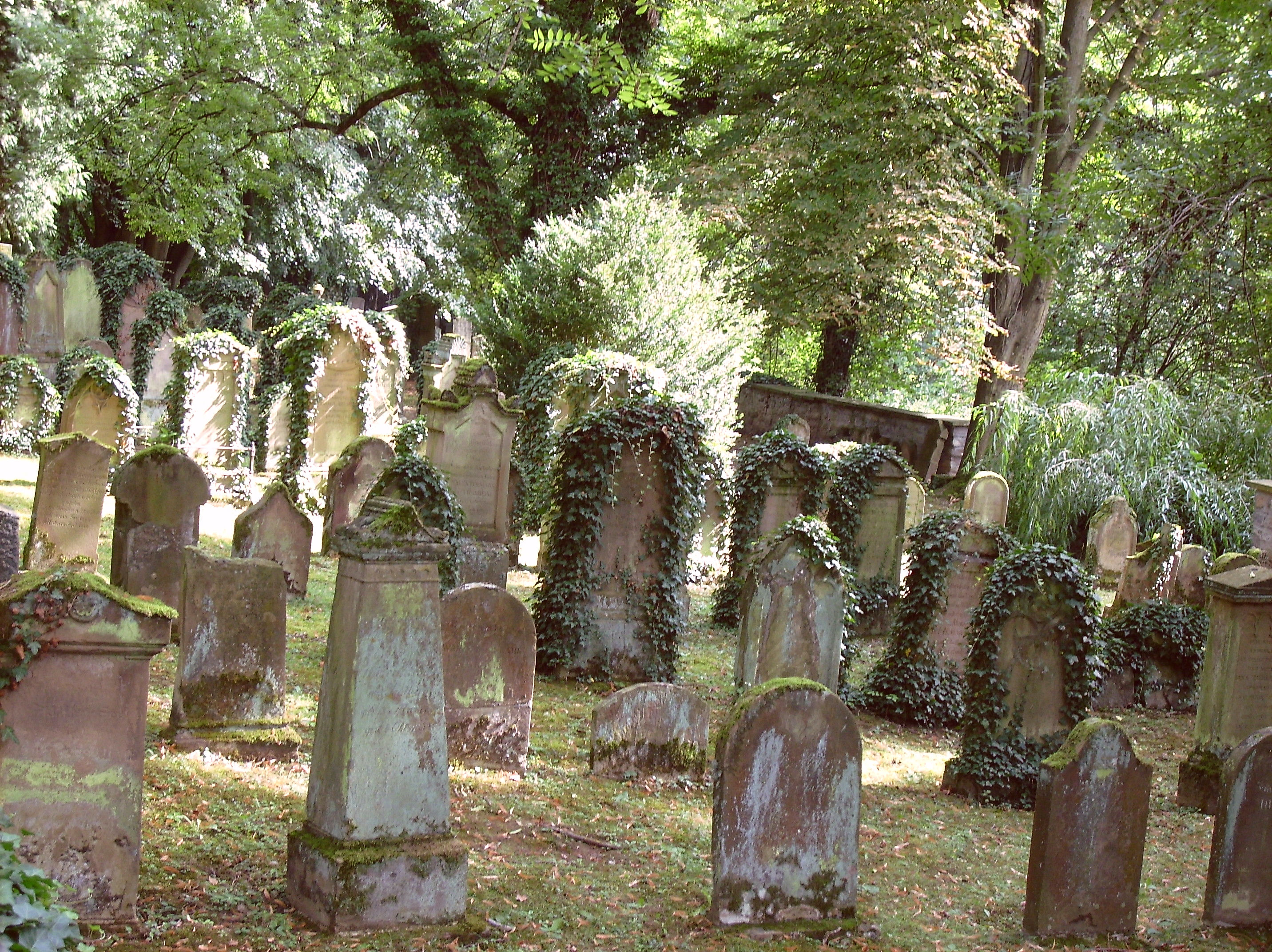
Der Jüdische Friedhof Sontheim, der von den Talheimer Juden mitgenutzt wurde.

Nach dem Zweiten Weltkrieg kehrte keiner der überlebenden oder ausgewanderten Juden nach Talheim zurück. Das Kontrollratsgesetz 59 vom 10. November 1947 regelte die Rückerstattung des jüdischen Eigentums. Da nur Gegenstände von einem Wert von über 1000 RM meldepflichtig waren, in Talheim jedoch keine wertvollen Gegenstände aus den Versteigerungen der Jahre 1941 und 1942 hervorgegangen waren, erstreckten sich die Rückerstattungsansprüche in Talheim lediglich auf die jüdischen Grundstücke und Häuser, die sich größtenteils noch in Staatseigentum unter Verwaltung des württembergisch-badischen Finanzministeriums befanden und in allen Fällen an die Besitzer oder ihre Erben unter zusätzlicher Zahlung von Nutzungsentschädigungen zurückgegeben wurden. Nach der Rückerstattung der jüdischen Wohnhäuser und Grundstücke wurden diese durch die Eigentümer bis auf ein Gebäude rasch an Talheimer Bürger weiterveräußert. Von Seiten jüdischer Bürger, die ihre Immobilien noch selbst vor der Auswanderung verkauft hatten, wurden an die neuen Besitzer nur geringe Wertausgleichsforderungen gestellt.
Das jüdische Schulhaus und die inzwischen baufällige Synagoge kamen von der Gemeinde Talheim an die JRSO, die als Nachfolgeorganisation aller aufgelöster jüdischer Organisationen fungierte. Für die Nutzung von Schule und Synagoge hatte die Gemeinde Talheim 350 DM Entschädigung zu zahlen. Die JRSO veräußerte das Schulgebäude umgehend an einen Talheimer Landwirt und übergab die Synagoge der Israelitischen Kultusvereinigung Württemberg und Hohenzollern in Stuttgart.
Die Aufarbeitung der Geschichte der jüdischen Gemeinde von Talheim war ein Pilotprojekt in Baden-Württemberg. Der Talheimer Hauptlehrer Theobald Nebel konnte unter Mithilfe der Israelitischen Kultusvereinigung Württemberg und Hohenzollern, der Hilfsstelle für Rassenverfolgte bei der evangelischen Gesellschaft in Stuttgart, des Archivdirektors Paul Sauer, des Vorsitzenden der Kommission für geschichtliche Landeskunde in Baden-Württemberg Max Miller und mehrerer überlebender Gemeindemitglieder bereits 1962 eine umfassende Schrift über die Geschichte der Gemeinde vorlegen. Die grundlegende Arbeit der Archivdirektion in Stuttgart zur Geschichte der jüdischen Gemeinden in Württemberg und Hohenzollern, verfasst von Paul Sauer unter abermaliger Mitarbeit Nebels, erschien erst vier Jahre später.

## Synagoge

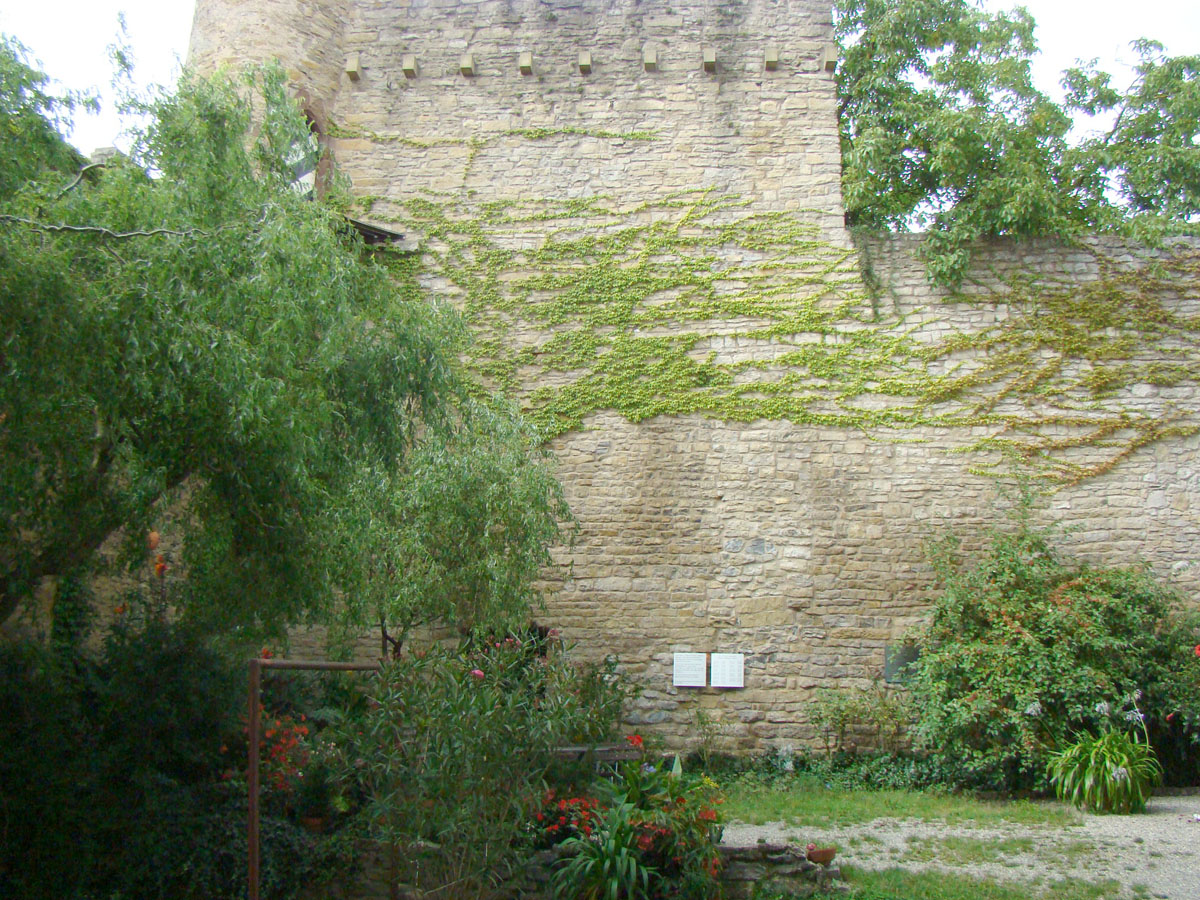
Platz der einstigen Synagoge mit Gedenktafeln an der inzwischen restaurierten Burgmauer des Talheimer Oberschlosses

Die Synagoge geht auf das 1792 errichtete Bet-, Wasch- und Backhaus im Innenhof des Oberschlosses zurück. Ursprünglich hatte das giebelständig zum Hof stehende Gebäude eine Breite von sechs Metern und eine Tiefe von sieben Metern. Als rückseitige Giebelwand nutzte man die historische Burgmauer, durch die ein schräg zu einer alten Pechnase führender Kamin gebrochen wurde. 1836 wurde das Gebäude um etwa 2,50 Meter nach Westen verbreitert und erhielt im Westen und Norden des Obergeschosses eine Empore. Durch diesen Umbau wurde auch eine Erhöhung des Dachstuhls nötig. Im Obergeschoss befand sich künftig die Synagoge, im Untergeschoss eine Mikwe und eine Talmudschule mit Lehrerwohnung. Die Mikwe wurde aus dem historischen Burgbrunnen gespeist. 1863 wurde das Gebäude nochmals vergrößert, indem man die einst innen befindlichen Treppen entfernte und an die westliche Außenseite, zwischen Synagoge und dem Schneck genannten Burgturm, ein Treppenhaus anbaute. Um 1930 wurde das Gebäude neu verputzt und wohl auch im Inneren renoviert. In der Nacht nach dem Novemberpogrom 1938 wurde die Synagoge demoliert und die Inneneinrichtung auf dem Kelterplatz verbrannt.
Im Januar 1939 gelangte das Gebäude in den Besitz der Gemeinde Talheim. Ab April 1940 waren Kriegsgefangene in dem Gebäude untergebracht, die Zwangsarbeit in den Talheimer Steinbrüchen leisteten. Die Gemeinde Talheim bot das Gebäude einem der Steinbruchbesitzer für 1500 RM zum Kauf an, doch wurde man sich nicht handelseinig. Später waren in dem Gebäude sowjetische Kriegsgefangene einquartiert. Nach dem Krieg wurde das Gebäude abgedeckt, da man die Ziegel zum Ausbessern anderer kriegsbeschädigter Dächer benötigte. Dadurch verfiel das Gebäude zusehends. 1949 wurde die Synagoge an die Israelitische Kultusvereinigung Württemberg und Hohenzollern in Stuttgart zurückerstattet. Nach einem Unwetter stürzten am 28. März 1952 der Oberstock und der Dachstuhl der Synagoge in sich zusammen, lediglich die Grundmauern des Untergeschosses und des Treppenhauses hielten dem Einsturz stand. Am 21. Mai 1952 kam die Ruine wie alle nicht mehr benutzten Synagogen des Landes in den Besitz des Landes Württemberg, das die Beseitigung der Überreste veranlasste.
Bis 1980 waren an der Burgmauer noch Reste vom Verputz und der durch die Mauer führende Kamin der Synagoge zu erkennen. Danach wurde die Burgmauer in ihrem ursprünglichen Zustand vor Errichtung der Synagoge restauriert und an der Stelle der Synagoge eine Gedenktafel für die Synagoge und die ehemaligen jüdischen Mitbürger enthüllt. 2006 wurden an der Stelle der Synagoge von der evangelischen und der katholischen Kirchengemeinde Talheims zwei weitere Gedenktafeln enthüllt.

Historische Ansicht: Schloss mit dem Dach der Synagoge links am Turm
Historische Ansicht: Links vom Schloss am Rundturm ist das Dach der Synagoge zu sehen.